# Tarachidia viridans
Tarachidia viridans là một loài bướm đêm trong họ Noctuidae.